# Julián Cano
Julián Sebastián Cano (Lanús, Provincia de Buenos Aires, Argentina; 21 de abril de 1986) es un futbolista argentino. Juega de defensor y su equipo actual es Cañuelas. Es hermano del también futbolista Germán Cano.

## Clubes
| Club                   | País      | Año             | PJ | Goles |
| ---------------------- | --------- | --------------- | -- | ----- |
| Defensores de Belgrano | Argentina | 2007-2008       | 33 | 4     |
| Temperley              | Argentina | 2008-2009       | 38 | 2     |
| Deportivo Morón        | Argentina | 2010-2011       | 28 | 1     |
| Platense               | Argentina | 2010-2011       | 26 | 1     |
| Barracas Central       | Argentina | 2011-2013       | 51 | 2     |
| Argentino de Merlo     | Argentina | 2014-2015       | 51 | 3     |
| Colegiales             | Argentina | 2016 - 2018     | 66 | 2     |
| Cañuelas               | Argentina | 2019 - presente | 22 | 3     |